# Frank Peterson
Frans "Frank" Oscar Peterson, född 19 november 1847 i Råby, Ödeshögs socken, död 30 juli 1929 i Minneapolis, Minnesota, var en svensk-amerikansk frikyrkoman.
Frank Peterson var son till Johan Peter Persson. 1852 kom han med sina föräldrar till USA, där de bosatte sig som farmare i Rock Island, Illinois. Kort därefter anslöt de sig till den första svensk-amerikanska baptistförsamlingen där. Efter att ha flyttat till Fulton, Illinois 1854 och Village Creek, Iowa 1856 döptes Peterson under den stora folkväckelsen där 1861. Han erhöll undervisning vid en högre privatskola i Waukon men avbröt studierna och deltog 1863–1866 som frivillig kavallerist på nordstaternas sida i Amerikanska inbördeskriget. Därefter var han petroleumförsäljare i Chicago, råkade ut för en allvarlig olycka vid en lampexplosion och sysslade därefter med stenhuggeriarbete. Han deltog i den andliga verksamheten som söndagsskollärare och predikant, influerad av Dwight Lyman Moody. Efter att under svåra umbäranden studerat vid universitetet i Chicago 1870 gjorde han ett kort besök i Sverige. Vid återkomsten blev han folkskollärare i Village Creek och följde sedan nybyggarströmmen västerut till Worthington, Minnesota där han vid sidan av skolverksamheten blev föreståndare för baptistförsamlingen 1873. Efter studier vid det svenska baptistseminariet i Chicago 1876–1877 och ytterligare några års verksamhet i Worthington kom han 1881 till den svenska församlingen i Minneapolis. 1890 inträdde Peterson i den amerikanska baptistförsamlingen som fältsekreterare i USAs nordvästra distrikt samt var distriktssekreterare 1909–1919 och generalsekreterare från 1919 till sin död. Peterson blev hedersdoktor vid Central University of Pella, Iowa 1901. Han besökte Europa sexton gånger, bland annat vid baptistvärldskonferensen i Stockholm. Trots övergången till det amerikanska baptistförbundet bibehöll Peterson kontakten med svenskarna. Förutom en kort historik över de svensk-amerikanska baptisternas verksamhet, Femtio år (1902), skrev han en självbiografi, postumt utgiven med tillägg av G. A. Hagström under titeln Life of Dr. Frank Peterson (utgiven omkring 1930).